# 北村純一
北村純一（きたむら じゅんいち、1958年2月24日 - ）は、日本の実業家。元・株式会社明治座取締役、元・明治座舞台株式会社代表取締役社長、元・株式会社芳町会館代表取締役社長。

## 人物・経歴
1958年2月24日生まれ。千葉商科大学商経学部卒業。1980年4月株式会社明治座入社。2002年6月営業開発部長、2004年5月制作部長、2006年11月取締役制作部長、2008年4月取締役興行事業本部長兼制作部長、2015年10月株式会社明治座取締役興行事業本部長、同年10月明治座舞台株式会社代表取締役社長、株式会社明治座アートクリエイト代表取締役社長、2016年10月株式会社明治座取締役、同年11月株式会社芳町会館代表取締役社長就任。